# Korgoziero
Korgoziero (ros. Коргозеро) – wieś w Rosji, w rejonie wożegodskim obwodu wołogodzkiego. W 2010 r. mieszkała tam jedna osoba.